# 馬來西亞—敘利亞關係
馬來西亞－敘利亞關係（爪夷文；هوبوڠن مليسيا–شريا； 阿拉伯语：‎） 是指馬來西亞聯邦與阿拉伯敘利亞共和國之間的雙邊關係。2003年8月16日，马来西亚首相马哈迪·莫哈末抵达叙利亚进行为期两天的正式访问，成为第一位访问该国的马来西亚领导人。

## 歷史
1958年，馬來西亞聯邦前身馬來亞聯邦和敘利亞於建立外交關係。2001年，敘利亞在馬來西亞首都吉隆坡建立大使館，馬來西亞駐大馬士革大使館則於翌年2002年建立。2003年，敘利亞總統巴沙爾·阿薩德訪問馬來西亞會見時任馬來西亞首相馬哈迪·莫哈末，時任馬來西亞最高元首端姑賽西拉祖丁亦在同年訪問敘利亞。
2005年，敘利亞與西方國家的關係因受到一系列經濟和政治制裁而被削弱，例如美國召回駐大馬士革大使，這些政策讓敘利亞更加重視與其盟國伊朗和俄羅斯以及東方國家特別是中國、印度和馬來西亞增強關係，由於馬來西亞與敘利亞一樣大部分國民为穆斯林，故馬來西亞得以從中受益，一些敘利亞精英貴族把他們的孩子送往馬來西亞學習英語，而不是有如以往般送往西方國家 。
儘管敘利亞與西方的關係從2006年左右特別是在時美國總統贝拉克·奥巴马於2009年就職後一度有所改善，敘利亞繼續加深與馬來西亞的關係，2007年，隨著時任馬來西亞首相阿都拉·巴達威到訪敘利亞，雙方增加貿易額以及在2009年簽署了數項有關航空旅行和有關中小企業的協議。2011年2月，敘利亞－馬來西亞商業理事會成立，該會旨在幫助發展兩國之間的貿易來往，在該會成立一個月後，敘利亞內戰爆發。

### 接收難民
2015年10月，時任馬來西亞首相纳吉·阿都拉萨宣布將接收至少3,000名敘利亞難民在馬來西亞定居，此舉讓馬來西亞成為最早協助接收敘利亞難民的以穆斯林為主的國家之一。2015年12月11日，第一批敘利亞難民乘坐從土耳其伊斯坦布爾到吉隆坡國際機場的航班抵達吉隆坡。2016年5月，第二批68名敘利亞難民從黎巴嫩首都貝魯特抵達梳邦空軍基地。